# Władysław Wiecierzyński
Władysław Wiecierzyński (ur. 15 kwietnia 1894 w Suwałkach, zm. 22 lutego 1983 w Lesznie) – pułkownik piechoty Wojska Polskiego, działacz niepodległościowy, kawaler Orderu Virtuti Militari.

## Życiorys
Urodził się 15 kwietnia 1894 w Suwałkach, ówczesnej stolicy guberni suwalskiej, w rodzinie Józefa i Bronisławy z Norbertów. Ojciec był szewcem. W latach 1901–1910 uczęszczał do szkoły powszechnej oraz Prywatnej Siedmioklasowej Szkoły Handlowej w Suwałkach. W październiku 1911 wstąpił do wojska rosyjskiego, lecz w następnym roku został zwolniony do rezerwy z powodów zdrowotnych. W 1913 został powtórnie powołany do armii rosyjskiej. W roku 1914 został skierowany do szkoły oficerskiej w Peterhofie. W 1915 roku, po ukończeniu szkoły, został mianowany chorążym i otrzymał przydział do 141 możajskiego pułku piechoty walczącego w składzie rosyjskiej 36 Dywizji Piechoty Frontu Północno-Zachodniego. W 1916 roku został awansowany na podporucznika, a w następnym roku na porucznika.
W 1917 roku, po demobilizacji, wrócił do rodzinnych Suwałk. 21 października 1918 wstąpił do Polskiej Organizacji Wojskowej. W ramach działań konspiracyjnych wziął udział w rozbrojeniu patroli niemieckich na ziemi suwalskiej. W styczniu 1919 roku przebił się przez kordon wojsk niemieckich do Zambrowa i wstąpił do 1 Suwalskiego pułku strzelców, przemianowanego później na 41 Suwalski pułk piechoty. W pułku objął dowództwo kompanii karabinów maszynowych, a później II batalionu. Wziął udział we wszystkich walkach pułku. 16 kwietnia 1919 wyróżnił się w walkach o Lidę. 15 sierpnia 1920 został ranny pod Modlinem.
1 czerwca 1921 roku, w stopniu kapitana nadal pełnił służbę w 41 pułku piechoty. 3 maja 1922 roku został zweryfikowany w stopniu majora ze starszeństwem z dniem 1 czerwca 1919 roku i 518. lokatą w korpusie oficerów piechoty, a jego oddziałem macierzystym był nadal 41 pułk piechoty. 22 lipca 1922 roku został zatwierdzony na stanowisku dowódcy batalionu w 41 pułku piechoty. W 1923 roku był dowódcą III batalionu 41 pp. W 1924 roku był na etacie przejściowym, na kursie dla młodszych oficerów piechoty w Chełmnie, pozostając oficerem nadetatowym 41 pp.
11 marca 1926 roku ogłoszono jego przeniesienie do Korpusu Ochrony Pogranicza na stanowisko dowódcy 24 batalionu granicznego w Sejnach. 23 stycznia 1928 roku awansował na podpułkownika ze starszeństwem z 1 dniem stycznia 1928 roku i 69. lokatą w korpusie oficerów piechoty. Latem 1929 roku został przeniesiony na stanowisko dowódcy 27 batalionu odwodowego w Snowie.
28 stycznia 1931 roku ogłoszono jego przeniesienie z KOP do 56 pułku piechoty wielkopolskiej w Krotoszynie na stanowisko zastępcy dowódcy pułku. W listopadzie 1935 roku objął dowództwo 55 Poznańskiego pułku piechoty w Lesznie. 19 marca 1939 roku został awansowany na pułkownika w korpusie oficerów piechoty.
Na czele pułku walczył w kampanii wrześniowej 1939 roku. Po utraceniu możliwości dowodzenia pułkiem wskutek ciężkich strat i bombardowań nieprzyjaciela w dniu 17 września 1939 przebił się przez Budy Stare – Kamion – Łaźnia do Puszczy Kampinoskiej. W okolicy Modlina dostał się do niewoli niemieckiej. W trakcie II wojny światowej przebywał w Oflagu XVIII A w Linzu, a od początku 1941 w Oflagu IIC w Woldenbergu (Dobiegniew) nr 20669/XVIII A.
Po powrocie z niewoli poza wojskiem. Uznany przez Inwalidzką Komisję Lekarską w Lesznie z powodu „odniesionej rany w 1939 i nabytej w niewoli niemieckiej choroby serca” inwalidą wojennym w 70 procentach. 25 kwietnia 1945 roku podjął pracę jako inwalida w Stacji Hodowli Nasion „Antoniny” w Lesznie. W 1950 roku wspólnie ze swymi podkomendnymi założył w Lesznie Spółdzielnię Inwalidów „Bzura”, później przemianowaną na „Kopernik”. Pracował w niej jako księgowy od 1953 do 1967 roku, kiedy to został przeniesiony na emeryturę. Zmarł 22 lutego 1983 roku w Lesznie. Został pochowany w Lesznie na cmentarzu parafialnym przy ulicy Kąkolewskiej.
Pułkownik Władysław Wiecierzyński został upamiętniony w Lesznie tablicą na domu, w którym mieszkał. 24 stycznia 1991 roku uchwałą nr XI/52/91 jedna z ulic Leszna otrzymała nazwę „Płk. Władysława Wiecierzyńskiego”.

## Rodzina
27 stycznia 1923 roku zawarł związek małżeński z Jadwigą Moniką Mackiewicz, córką Wiktora i Bogumiły (ur. 24 grudnia 1901 w Suwałkach). Żona ukończyła studia w Wyższej Szkole Handlowej w Warszawie. 18 sierpnia 1939 roku wraz z synami była ewakuowana w okolice Lwowa. W czasie wojny była więziona w obozie koncentracyjnym Ravensbrück. Władysław i Jadwiga mieli dwóch synów: Władysława (ur. 8 kwietnia 1924) i Ryszarda (ur. 17 września 1928). Obaj synowie byli więźniami obozów koncentracyjnych Stutthof i Ravensbrück

## Ordery i odznaczenia
- Krzyż Złoty Orderu Wojennego Virtuti Militari nr 139 – 1972
- Krzyż Srebrny Orderu Wojskowego Virtuti Militari nr 1179 – 16 lutego 1921[20]
- Krzyż Walecznych nr 34483 czterokrotnie[21]
- Złoty Krzyż Zasługi nr 3897 – 7 listopada 1928 „za zasługi w służbie granicznej”[22][23]
- Medal Niepodległości – 3 maja 1932 „za pracę w dziele odzyskania niepodległości”[24]
- Medal Pamiątkowy za Wojnę 1918–1921[21]
- Medal Dziesięciolecia Odzyskanej Niepodległości[21]
- Srebrny Medal za Długoletnią Służbę[4]
- Brązowy Medal za Długoletnią Służbę[4]
- Medal „Za udział w wojnie obronnej 1939”
- Odznaka Grunwaldzka
- Odznaka Pamiątkowa 55 pułku piechoty[25]